# Masters de Canadá 1981
El Abierto de Canadá 1981 (también conocido como 1981 Player's Canadian Open por razones de patrocinio) fue un torneo de tenis jugado sobre pista dura. Fue la edición número 92 de este torneo. El torneo masculino formó parte del circuito ATP. La versión masculina se celebró entre el 10 de agosto y el 16 de agosto de 1981.

## Campeones

### Individuales masculinos
Ivan Lendl vence a  Eliot Teltscher, 6–3, 6–2

### Dobles masculinos
Raúl Ramírez /  Ferdi Taygan vencen a  Peter Fleming /  John McEnroe, 2–6, 7–6, 6–4.

### Individuales femeninos
Tracy Austin vence a  Chris Evert-Lloyd, 6–1, 6–4.

### Dobles femeninos
Martina Navratilova /  Pam Shriver vencen a  Candy Reynolds /  Anne Smith, 7–6, 7–6.